# Роджерсвілл (Теннессі)
Роджерсвілл (англ. Rogersville) — місто (англ. town) в США, в окрузі Гокінс штату Теннессі. Населення — 4671 особа (2020).

## Географія
Роджерсвілл розташований за координатами 36°24′29″ пн. ш. 83°0′14″ зх. д. / 36.40806° пн. ш. 83.00389° зх. д. (36.407966, -83.003786).  За даними Бюро перепису населення США в 2010 році місто мало площу 8,79 км², уся площа — суходіл.

## Демографія
Згідно з переписом 2010 року, у місті мешкало 4420 осіб у 1940 домогосподарствах у складі 1094 родин. Густота населення становила 503 особи/км².  Було 2249 помешкань (256/км²).
Расовий склад населення:
| - 94,0 % — білих - 3,6 % — чорних або афроамериканців - 0,5 % — азіатів - 0,1 % — вихідців з тихоокеанських островів |

До двох чи більше рас належало 1,4 %. Частка іспаномовних становила 1,4 % від усіх жителів.
За віковим діапазоном населення розподілялося таким чином: 20,9 % — особи молодші 18 років, 55,4 % — особи у віці 18—64 років, 23,7 % — особи у віці 65 років та старші. Медіана віку мешканця становила 42,9 року. На 100 осіб жіночої статі у місті припадало 81,6 чоловіків;  на 100 жінок у віці від 18 років та старших — 78,9 чоловіків також старших 18 років.
Середній дохід на одне домашнє господарство  становив 38 476 доларів США (медіана — 25 095), а середній дохід на одну сім'ю — 53 655 доларів (медіана — 43 507). Медіана доходів становила 43 984 долари для чоловіків та 29 772 долари для жінок. За межею бідності перебувало 26,6 % осіб, у тому числі 37,0 % дітей у віці до 18 років та 15,9 % осіб у віці 65 років та старших.
Цивільне працевлаштоване населення становило 1573 особи. Основні галузі зайнятості: освіта, охорона здоров'я та соціальна допомога — 25,6 %, виробництво — 22,8 %, будівництво — 11,1 %, мистецтво, розваги та відпочинок — 9,7 %.